# Karoliszki
Karoliszki (lit. Karoliškės) – wieś na Litwie, w rejonie wileńskim, 8 km na południe od Ławaryszek, zamieszkana przez 7 osób.

## Historia
W dwudziestoleciu międzywojennym leżały w Polsce, w województwie wileńskim, w powiecie wileńsko-trockim, w gminie Mickuny.
Po II wojnie światowej w granicach Związku Sowieckiego. Od 1991 na niepodległej Litwie.